# Ophioglossum ellipticum
Ophioglossum ellipticum là một loài dương xỉ trong họ Ophioglossaceae. Loài này được Hook. & Grev. mô tả khoa học đầu tiên năm 1831.